# NGC 1191
NGC 1191 est une galaxie lenticulaire relativement éloignée et située dans la constellation de l'Éridan. NGC 1191 a été découverte par l'astronome germano-britannique Francis Leavenworth en 1884.

## Caractéristiques
Sa vitesse par rapport au fond diffus cosmologique est de 9 092 ± 24 km/s, ce qui correspond à une distance de Hubble de 134,1 ± 9,4 Mpc (∼437 millions d'al).
À ce jour, une mesure non basée sur le décalage vers le rouge (redshift) donne une distance d'environ 157,500 Mpc (∼514 millions d'al). Cette valeur est à l'extérieur des valeurs de la distance de Hubble, mais cette mesure confirme que NGC 1191 est bien plus lointaine que les autres galaxies de HGC 22. Notons que c'est avec la valeur moyenne des mesures indépendantes, lorsqu'elles existent, que la base de données NASA/IPAC calcule le diamètre d'une galaxie et qu'en conséquence le diamètre de NGC 1191 pourrait être d'environ 21,8 kpc (∼71 100 al) si on utilisait la distance de Hubble pour le calculer.

## Groupe compact de Hickson 22
Les galaxies NGC 1189 NGC 1190, NGC 1191, NGC 1192 et NGC 1199 forment le Groupe compact de Hickson HCG 22. On doit cependant noter que NGC 1191 est beaucoup plus loin que d'autres membres de HCG 22. Même si elle a été incluse par Paul Hickson dans ce groupe, c'est une galaxie d'arrière-plan qui n'en fait certainement pas partie.